# Каладзе, Ермолай Теторович
Ермолай Теторович Каладзе (груз. ერმალოზ თეთორეს ძე კალაძე, 1888, Очопа, Имеретия — 12 декабря 1958) — грузинский политик, член Учредительного собрания Грузии.

## Биография
Окончил сельскую школу.
Член фракции меньшевиков Российской социал-демократической рабочей партии с 1905 года. Несколько раз был арестован по политическим мотивам.
До 1917 года работал слесарем в Закавказских железнодорожных мастерских; Служил рядовым солдатом в армии.
12 марта 1919 года был избран в Учредительное собрание Грузии по списку социал-демократической рабочей партии; Был членом дорожной комиссии.
С 1917 по 1921 год он был сотрудником шорапанского штаба Народной гвардии Грузии. В 1921 году, после советизации, он остался в Грузии и присоединился к движению сопротивления.
В 1921 году был арестован. 15 августа 1923 года бывшие депутаты Учредительного собрания — Ермолай Каладзе и Аполон Сулаквелидзе заявили в прессе, что они давно отошли от Социал-демократической партии Грузии и дали положительную оценку движению «бывших меньшевиков». Через несколько недель после этого заявления был освобожден из-под стражи.
В последующие годы он жил и работал в родной деревне.